# Parafia Najświętszej Maryi Panny z Góry Karmel w Dobrej
Parafia Najświętszej Maryi Panny z Góry Karmel w Dobrej – znajduje się w dekanacie  Oleśnica zachód w archidiecezji wrocławskiej. Erygowana w 1958 roku.
Obsługiwana przez księży archidiecezjalnych. 
Jej proboszczem jest ks. mgr Dariusz Filozof Kan. hon. Kap. Koleg. ex. num. ust. 2010 .

## Parafialne księgi metrykalne
| Księgi metrykalne | Okres ewidencji |
| ----------------- | --------------- |
| chrztów           | 1957 -          |
| ślubów            | 1957 -          |
| zgonów            | 1957 -          |